# Moberly-Jourdain-incident

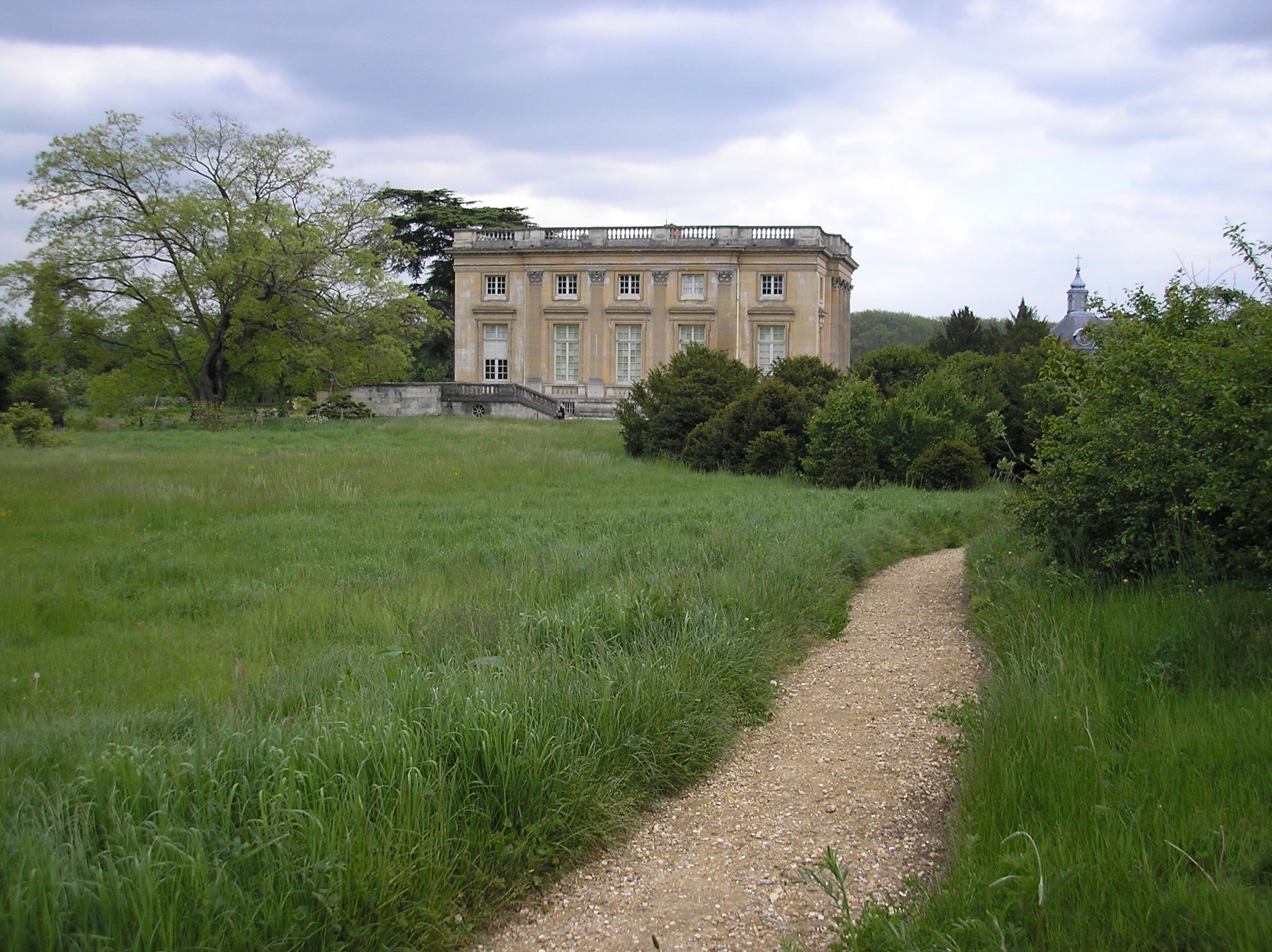
Het Klein Trianon, waar het incident zou hebben plaatsgevonden

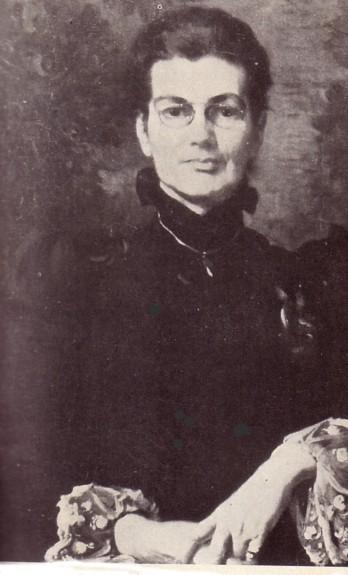
Charlotte Anne Moberly

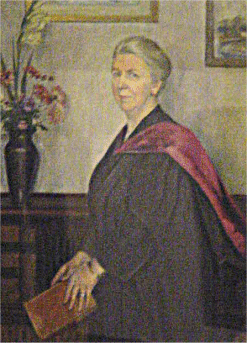
Eleanor Jourdain

Het Moberly-Jourdain incident, ook wel de Geesten van Klein Trianon of Versailles was een gebeurtenis die plaatsvond op 10 augustus 1901 in de tuinen van het Klein Trianon. Betrokken bij het incident waren twee vrouwelijke academici, Charlotte Moberly (1846 - 1937) en Eleanor Jourdain (1863 - 1924). Tijdens een reis naar Versailles bezochten ze het Klein Trianon, een klein château op het landgoed van het Paleis van Versailles, waar zij beweerden een zogenaamde "time slip" te hebben ervaren. Tijdens deze ervaring zouden ze Marie Antoinette en andere mensen uit haar tijdperk hebben gezien. Na de geschiedenis van het paleis te hebben onderzocht en notities van hun ervaring te hebben vergeleken, publiceerden ze hun werk in een boek genaamd An Adventure (Een Avontuur), onder de pseudoniemen Elizabeth Morison en Frances Lamont, in 1911. Hun verhaal veroorzaakte een sensatie en werd voorwerp van spot.

## Achtergrond
Moberly werd geboren in 1846 als de tiende van vijftien kinderen. Haar vader was rector van Winchester College en later bisschop van Salisbury. In 1886 werd Moberly het eerste hoofd van een vrouwencollege, St. Hugh's College in Oxford. Moberly bleek het werk niet alleen aan te kunnen, dus werd Jourdain als haar assistent aangesteld.
Jourdain werd geboren in 1863 als de oudste van tien kinderen. Haar vader, Francis Jourdain, was dominee van Ashbourne in Derbyshire. Ze was de zus van kunsthistoricus Margaret Jourdain en de wiskundige Philip Jourdain. Eleanor Jourdain ging naar school in Manchester, in tegenstelling tot de meeste meisjes uit haar tijd, die huisonderwijs kregen. Jourdain heeft verschillende tekstboeken geschreven, runde haar eigen school en na het incident werd ze vicedirectrice van St. Hugh's College. Vóór haar aanstelling werd besloten dat de twee vrouwen elkaar beter moesten leren kennen. Jourdain bezat een appartement in Parijs waar ze Engelse kinderen lesgaf, en dus trok Moberly bij haar in.

## Het incident
Op 10 augustus 1901 besloten de twee vrouwen het Paleis van Versailles te bezoeken, waar ze nog niet eerder geweest waren. Ze waren niet erg onder de indruk van het paleis, dus besloten ze tot een wandeling door de tuinen van het Klein Trianon. Op hun weg daarnaartoe passeerden ze het Groot Trianon, dat gesloten was voor publiek. Ze reisden met een reisgids van Baedeker, maar raakten snel verdwaald toen ze de afslag naar Allée des Deux Trianons misten en in een laan terechtkwamen.
Moberly merkte op dat een vrouw een wit kleed door het raam van een huis aan het uitschudden was en Jourdain zag een oude, verlaten boerderij, met op het erf een oude ploeg. Op dat moment nam een gevoel van beklemming en somberheid bezit van de vrouwen. Ze zagen een aantal mannen, gekleed als tuiniers van het paleis, die hun vertelden rechtdoor te lopen. Moberly beschreef de mannen later als "zeer deftige functionarissen, gekleed in lange, grijsgroene jassen met kleine driehoekige hoeden." Jourdain zag een hutje met een vrouw en een meisje in de deuropening. De vrouw reikte het meisje een kan aan. Jourdain beschreef het als een "tableau vivant". Moberly daarentegen zag het hutje niet, maar voelde de sfeer veranderen. Ze schreef: "Alles zag er opeens onnatuurlijk uit en daardoor onbehaaglijk. Zelfs de bomen leken plat en levenloos, zoals hout verwerkt in een wandtapijt. Licht en schaduw hadden er geen effect op, noch werden de bomen door de wind bewogen."
Toen ze aan de rand van een bos kwamen, nabij de Temple de l'Amour, zagen ze een man zitten achter een tuinpaviljoen. Hij droeg een mantel en een grote, breedgerande hoed. Volgens Moberly was zijn verschijning "ronduit weerzinwekkend... zijn mimiek afschuwelijk. Zijn huid was donker en ruw." Jourdain merkte op dat "de man zijn gezicht, getekend door pokken, langzaam draaide; zijn huid was erg grauw. Zijn gezichtsuitdrukking was boosaardig en ietwat glazig, en hoewel ik niet het gevoel had dat hij specifiek naar ons keek voelde ik een afkeer om hem te passeren." Later kwam een man omschreven als "lang... met grote, donkere ogen en krullend zwart haar met een sombrero op", naar hen toe, die hun de weg naar het Klein Trianon wees.
Nadat zij een brug overgestoken waren bereikten ze de tuinen voor het paleis. Daar zag Moberly een dame op het gras die tekeningen aan het maken was en die naar hen keek. Later beschreef ze wat ze had gezien in detail: de dame droeg een lichte zomerjurk, met op haar hoofd een breedgerande witte hoed, en ze had een grote bos blond haar. Moberly dacht eerst dat ze een toeriste was, maar de jurk leek daarvoor te ouderwets. Later kwam Moberly tot de overtuiging dat de dame Marie Antoinette zou kunnen zijn. Jourdain zag haar echter niet.
Hierna troffen ze een man in livrei die voor de open deur van een kapel stond. Hij leidde de vrouwen terug naar de ingang, waar ze zich bij een groep andere bezoekers voegden. Na een bezoek aan de woning dronken ze thee bij het Hotel des Reservoirs, waarna ze teruggingen naar Jourdains appartement.

## Nasleep
Na Versailles verlaten te hebben, hebben Jourdain en Moberly een week niet over het incident gepraat. Moberly schreef een brief over de reis aan haar zus, en toen ze bij het gedeelte over de middag bij Versailles kwam vroeg ze aan Jourdain of het misschien spookt in het Klein Trianon. Jourdain dacht van wel. Drie maanden later, in Oxford, vergeleken ze hun notities en besloten ze apart van elkaar een verslag te schrijven over wat er was gebeurd. Ook zouden ze de geschiedenis van het Trianon onderzoeken.
Ze bezochten de tuinen van het Trianon nog enkele malen, maar waren niet in staat hun originele route te vinden. Verschillende herkenningspunten als de kiosk en de brug waren verdwenen, en het landgoed was bezaaid met mensen. Om dit te verklaren vroegen ze zich of ze misschien op een privéfeest waren gestuit, of een ander evenement dat op die dag geboekt zou zijn. Er bleek echter niets geboekt te zijn op die middag. Tijdens hun onderzoek dachten ze de man van de kiosk te herkennen als de graaf van Vaudreuil, een vriend van Marie Antoinette, die Moberly had beweerd te hebben gezien.
Overtuigd van het idee dat het spookte op het terrein publiceerden ze hun bevindingen in het boek An Adventure (1911), onder de pseudoniemen Elizabeth Morison en Frances Lamont. Het boek, met de bewering dat Marie Antoinette was gezien in 1901, zorgde voor veel sensatie. Veel critici namen het echter niet serieus vanwege de onwaarschijnlijkheden en tegenstrijdigheden die erin zouden staan. In een recensie van het boek in de Proceedings of the Society for Psychical Research werd gesuggereerd dat de vrouwen normale gebeurtenissen verkeerd hadden geïnterpreteerd. In 1903 werd een oude kaart van de Trianontuinen gevonden waarop de brug stond waarvan de vrouwen hadden beweerd dat ze hem hadden overgestoken. Deze brug stond niet op enige andere kaart. De identiteit van de auteurs van An Adventure werd pas in 1931 bekendgemaakt.
Naar verluidt hebben beide vrouwen voor en na hun avontuur meerdere paranormale ervaringen gehad. In een daarvan beweerde Moberly dat ze in 1914 een verschijning van de Romeinse keizer Constantijn de Grote in het Louvre heeft gezien, een man van ongewone grootte met een gouden kroon en een toga; hij werd door anderen niet waargenomen. Tijdens de Eerste Wereldoorlog raakte Jourdain ervan overtuigd dat een Duits spion zich schuilhield in de faculteit. Na steeds autocratischer gedrag te vertonen overleed ze plotseling in 1924 te midden van een academisch schandaal over haar leiderschap van de faculteit; haar gedrag had geleid tot massale aftredingen van academisch personeel. Moberly overleed in 1937.
Van het verhaal werd in 1981 een televisiefilm gemaakt, Miss Morison's Ghosts.

## Verklaringen
In zijn biografie van de aristocratische decadente Franse dichter Robert de Montesquiou uit 1965 stelt Philippe Jullian een andere, niet-bovennatuurlijke verklaring voor de gebeurtenis voor. Ten tijde van Moberly en Jourdains excursie naar Versailles woonde Montesquiou dichtbij en gaf naar verluidt feestjes op het terrein. Bij deze feestjes zouden zijn vrienden zich verkleden in ouderwetse kostuums en levende beelden spelen ter vermaak van zijn gasten. Volgens Jullian zouden Moberly en Jourdain per ongeluk op een repetitie kunnen zijn gestuit. De figuur van Marie Antoinette zou een crossdresser kunnen zijn geweest, en de man met de pokken zou Montesquiou zelf zijn.
In een bespreking van de geschiedenis van het Moberly-Jourdain-incident en de reactie daarop merkte Terry Castle sceptisch op dat er sprake zou kunnen zijn van een lesbische folie à deux die een gedeelde waan opwekt. Castle concludeert dat, als alle voorgestelde verklaringen zijn overwogen, er een kern van mysterie overblijft, zowel met betrekking tot de psychologische dynamiek van het paar als tot elk ander bovennatuurlijk aspect van het verhaal.
Michael Coleman bestudeerde het verhaal zorgvuldig, met name de twee gepubliceerde verklaringen van de dames, en zonder de Montesquiou-verklaring volledig te onderschrijven concludeerde hij dat de meer algemeen verkrijgbare teksten, zoals gepubliceerd in de versies van 1911 en later, aanzienlijk waren aangedikt na de beschreven gebeurtenis en nadat de dames hun onderzoek waren begonnen, terwijl de eerdere verslagen niet of nauwelijks verwezen naar een bovennatuurlijke ervaring. Hij zette ook vraagtekens bij de nauwkeurigheid en betrouwbaarheid van de onderzoeken die daarop volgden, en wees erop dat slechts enkele of geen van hun informanten bij naam genoemd worden en dat de meeste literaire en historische referenties afkomstig zijn uit onbetrouwbare bronnen.